# Stiftung Michael
Die Stiftung Michael (vollständige Bezeichnung: Stiftung Michael zur Erforschung und Bekämpfung der Anfallkrankheiten und ihrer individuellen und sozialen Folgen) ist eine gemeinnützige Stiftung mit Sitz in Bonn.

## Stiftungsarbeit
Ein Schwerpunkt der Arbeit ist die Forschung nach den Ursachen der Epilepsie und deren Therapie sowie die Förderung von Personen und Institutionen, die diese Forschung betreiben. Darüber hinaus wurden Vereinigungen wie das Epilepsie-Kuratorium und das Informationszentrum Epilepsie (IZE), die von der Stiftung gegründet wurden, betrieben. Das IZE wurde inzwischen in die Deutsche Gesellschaft für Epileptologie (DGfE) integriert.

## Informationsschriften zur Epilepsie
Die Stiftung veröffentlicht Informationsschriften zu verschiedenen Aspekten der Epilepsien, die sich sowohl an Betroffene als auch Beratende und Behandelnde richten.
Derzeit stehen folgende Schriften zur Verfügung:
- R. Thorbecke, R. François: Rechtsfragen bei Epilepsie Rechtliche Aspekte für Menschen mit Epilepsie in Kindergarten, Schule, Ausbildung und Beruf. (= Stiftung Michael Informationen zur Epilepsie). In Kooperation mit dem Bethel-Verlag. Stiftung Michael, Bonn 2017, ISBN 978-3-935972-49-9. (vorher: H.-D. Steinmeyer, R. Thorbecke: Rechtsfragen bei Epilepsie.)
- I. Coban, A. Hauser: Soziale Hilfen für epilepsiekranke Kinder, Jugendliche und deren Eltern. (= Schriften über Epilepsie. Band II). Stiftung Michael, Hamburg 2011.
- R. A. Sälke-Kellermann: Epilepsie bei Schulkindern. (= Schriften über Epilepsie. Band IV). 2. Auflage. Stiftung Michael, Hamburg 2017.
- C. Dröge, R. Thorbecke, C. Brandt, unter fachlicher Beratung von I. Coban, R. Francois, H. Pannek, U. Specht, L. Worms: Sport bei Epilepsie. (= Schriften über Epilepsie. Band V). 2. Auflage. Stiftung Michael, Hamburg 2017.
- D. Janz, T. Pung, R. Khatami: Juvenile myoklonische Epilepsie. Janz-Syndrom. Gespräche mit Patienten. (= Schriften über Epilepsie. Band VI). Stiftung Michael, Hamburg 2012.
- I. Coban, R. Thorbecke: Mobilitätshilfen bei Epilepsie. Stiftung Michael, Bonn 2012.
- M. Pfäfflin, R. Wohlfahrt, R. Thorbecke: Epilepsie ansprechen. (= Stiftung Michael Informationen zur Epilepsie). 2. Auflage. Stiftung Michael in Kooperation mit dem Bethel-Verlag, Bonn 2016.
- NEST: Non-Epileptic Seizures Treatment Group (Reuber M, House A, Brown R, Howlett S): Psychogene nicht-epileptische Anfälle. Eine Information für Patienten, Angehörige und Fachkräfte im Gesundheitswesen. In Kooperation mit dem Bethel-Verlag. Stiftung Michael, Bonn 2017.
- H. Fischbach, G. von Ondarza: Epilepsie und Familie. In: Kooperation mit dem Bethel-Verlag, Stiftung Michael, Bonn 2017.

## Förderung der Fort- und Weiterbildung

### Michael-Debatte
Die Michael-Debatte (englisch Michael Debate) ist ein wissenschaftlicher Beitrag der Stiftung zu dem alle zwei Jahre stattfindenden Europäischen Epilepsie-Kongress. Dabei diskutiert eine Gruppe von Forschern – überwiegend Empfänger des Michael-Preises – ein aktuelles Thema zunächst untereinander und anschließend mit dem Publikum.

### „Praxisseminar für Epilepsie“ in Gargnano am Gardasee, Italien
Seit 1989 veranstaltet die Stiftung jedes Jahr in Gargnano ein zweieinhalb Tage dauerndes Seminar zur medizinischen Weiterbildung in der Epileptologie.

### Tagung „Sozialarbeit bei Epilepsie“
Die Stiftung unterstützt diese alle zwei Jahre vom Verein „Sozialarbeit bei Epilepsie e.V.“ veranstaltete Tagung.

## Stipendien

### Focused-Fellowship-Stipendien
Seit 2014 unterstützt die Stiftung ein „Department to Department Co-Operation Project“ der European Federation of Neurological Sciences (inzwischen: European Academy of Neurology; EAN) orientiertes Fellowship-Programm, das es jungen Ärzten sowie Nachwuchsforschern ermöglicht, für mindestens sechs Wochen an deutschen Zentren zu hospitieren und dabei vorher definierte Methoden oder Techniken zu erlernen oder an Forschungsprojekten teilzunehmen. Vorerst werden dabei Bewerbungen aus europäischen Ländern bevorzugt.

### VIREPA-Stipendien
Die Stiftung stellt Mittel zur Verfügung, um einer begrenzten Zahl von vor allem jüngeren Teilnehmern aus Deutschland und aus anderen europäischen Ländern die Teilnahme an VIREPA-Fernstudien (= Virtual Epilepsy Academy der Internationalen Liga gegen Epilepsie; ILAE) zu ermöglichen, falls sie die vollen Kursgebühren nicht aufbringen können.

### Gargnano-Stipendien
Die Stiftung vergibt seit 2014 bis zu fünf Stipendien an Ärzte bis zu einem Alter von 32 Jahren für die Teilnahme an den Praxisseminaren in Gargnano. Stipendiaten wird die Teilnahmegebühr erlassen und sie erhalten freie Unterkunft und Verpflegung in der Villa Feltrinelli.

### Stipendien für die Weiterbildung zur Epilepsie-Fachassistenz/-Fachberatung
Seit einigen Jahren vergibt die Stiftung für die Weiterbildung „Epilepsie-Fachassistenz“ und „Epilepsie-Fachberatung“, die vom Institut Bildung und Beratung im Epilepsiezentrum Bethel in Zusammenarbeit mit der Deutschen Gesellschaft für Epileptologie entwickelt wurde und an der Abteilung Bildung und Beratung des Epilepsiezentrums Bethel durchgeführt wird. Diese Förderungsmöglichkeit richtet sich an Fachkräfte im Sozial- und Gesundheitswesen aus den Tätigkeitsbereichen Pflege, Funktionsdienste, therapeutische Dienste, Facharztpraxis, Pädagogik, Sozialarbeit und Psychologie.

## Preise

### Michael-Preis
Seit 1963 werden wichtige, anfänglich deutschsprachige und inzwischen internationale wissenschaftliche Arbeiten auf dem Gebiet der Epilepsie durch die Stiftung mit dem Michael-Preis ausgezeichnet. Der Preis wird alle zwei Jahre auf dem Internationalen Epilepsiekongress verliehen. Die bisherigen Preisträger sind:
- 2025 Kategorie Neurologie, Neuropädiatrie, Neurochirurgie: Maxime Baud, Schweiz; Kategorie Bildgebende Verfahren: Sophie Adler, Konrad Wagstyl, Vereinigtes Königreich
- 2023 Kategorie Pharmakologie und Pharmakotherapie: Piero Perucca, Australien; Kategorie Psychiatrie, Psychologie und Neuropsychologie: Daichi Sone, Japan; Kategorie Experimentelle Epilepsieforschung: Gabriele Lignani, England
- 2021 Katja Kobow, Deutschland
- 2019 Stéphanie Baulac, Frankreich;  Birgit Frauscher, Kanada
- 2017 Boris C. Bernhardt, Deutschland / Kanada
- 2015 Jeanne Paz, Frankreich
- 2013 Ding Ding, China
- 2011 Eleonora Aronica, Niederlande
- 2009 Hrissanthi Ikonomidou, Deutschland; Ivan Soltesz, USA
- 2007 Christophe Bernard, Frankreich; Alon Friedman, Israel
- 2005 József Janszky, Ungarn; Heidrun Potschka, Deutschland
- 2003 Rüdiger Köhling, Deutschland
- 2001 Matthias Koepp, England; Friedrich G. Wörmann, Deutschland
- 1999 Heinz Beck, Deutschland; Marco de Curtis, Italien; Istvan Mody, USA
- 1997 Thomas Sander, Deutschland; Gertrud Beck-Mannagetta, Deutschland; Ortrud Steinlein, Deutschland
- 1995 Massimo Avoli, Kanada
- 1993 Wolfgang Löscher, Dagmar A. Hönack und Chris Rundfeldt, Deutschland
- 1991 Michael M. Segal, USA
- 1989 Gregory L. Holmes, USA; Eli M. Mizrahi, USA
- 1987 Charles E. Ribak, USA; Arthur Könnerth, Deutschland; Uwe Heinemann, Deutschland; Yoel Yaari, Israel; Lechoslaw Turski, Deutschland; Waldemar A. Turski, Polen; Esper A. Cavalheiro, Brasilien
- 1984 Solomon L. („Nico“) Moshé, USA; Jeffrey L. Noebels, USA;
- 1983 Christian E. Elger, Deutschland; George Kostopoulos, Griechenland
- 1982 Jerome Engel Jr, USA
- 1980/81 Colin D. Binnie, England; Brian S. Meldrum, England
- 1979 Pierre Gloor, Kanada; Otto Creutzfeldt, Deutschland
- 1978 Hellmuth Petsche, Österreich; Alan Richens, England
- 1977 Hans Dieter Lux und Uwe Heinemann, Deutschland
- 1976 keine Preisvergabe
- 1975 Gerhard S. Barolin, Erich Scherzer und Gernot Schnabert, Österreich; Cordula Nitsch, Schweiz
- 1974 Wolfgang Ehrengut, Deutschland; Helmut Heintel, Deutschland
- 1973 Heinz Caspers und Erwin-Josef Speckmann, Deutschland
- 1972 Rudolf Dreyer, Deutschland
- 1971 Ansgar Matthes, Deutschland
- 1970 Gerhard Veith, Deutschland
- 1969 Gerhard Schorsch, Deutschland
- 1968 Dieter Janz, Deutschland
- 1967 Gerhard Koch, Deutschland; Alfred Leder, Schweiz
- 1966 Rolf Kruse, Deutschland
- 1965 Friedrich Vogel, Deutschland; Heinz Häfner, Deutschland; Klaus Diebold, Deutschland; Hubertus Tellenbach, Deutschland; Uroš Jovanović, Deutschland
- 1964 Leonie Stollreiter, Deutschland
- 1963 Hermann Doose, Deutschland; Jürgen Peiffer, Deutschland

### Sibylle-Ried-Preis
Seit 2001 verleiht die Stiftung alle zwei Jahre den nach der früh verstorbenen deutschen Neurologin, Psychiaterin und Epileptologin Sibylle Ried (1956–2000) benannten Sibylle-Ried-Preis, mit dem Personen und Organisationen im deutschsprachigen Raum geehrt werden, die in Arbeitsfeldern auf dem Gebiet der Epilepsie tätig sind. Der Preis wird alle zwei Jahre auf der gemeinsamen Jahrestagung der deutschsprachigen Fachgesellschaften für Epilepsie (Deutsche Gesellschaft für Epileptologie, Österreichische Gesellschaft für Epileptologie, Schweizerische Epilepsie-Liga) verliehen. Die bisherigen Preisträger sind:
- 2017 Bernd Huber
- 2015 Marion Witt und Hans König
- 2013 Kristin Fahrtmann für den Verein Youth on the Move Germany e.V.
- 2011 Gerd Heinen und Silke Kirschning sowie Mechthild Katzorke und Volker Schöwerling
- 2009 Susanne Rudolph und ihr Autorenteam
- 2007 Susanne Rinnert und famoses-Projektteam
- 2005 Hansjörg Schneble und Hans-Martin Schneble (Deutsches Epilepsiemuseum Kork)
- 2003 Selbsthilfezeitschrift einfälle
- 2001 Margret Pfäfflin und Theodor W. May

## Geschichte
Gründer war der Publizist und Verleger Fritz Harzendorf (1888–1964). Sein Sohn Michael, der seit seiner Kindheit unter starken epileptischen Anfällen litt, kam im Alter von 15 Jahren in die Behandlung von Dieter Janz in das Universitätsklinikum Heidelberg. Nach einer erfolgreichen Therapie, mit der die Anfälle behandelt wurden, plante Fritz Harzendorf die Einrichtung einer Epilepsie-Stiftung. Mit der Unterstützung und Beratung durch Janz wurde am 11. Juli 1962 die Stiftung Michael gegründet und nach Harzendorfs Sohn benannt. Dieter Janz begleitete die Arbeit der Stiftung von Beginn an und war seit 1962 im Stiftungsrat tätig.

## Stiftungsvorstand und Stiftungsrat
Stiftungsvorstand ist Heinz Bühler (Ehemann der Tochter Agatha von Fritz Harzendorf), Vorsitzende des Stiftungsrates ist Bettina Schmitz (Berlin).